# 안동 홍문
홍문(紅門)은 경상북도 안동시 풍산읍 소산리에 있다. 2009년 1월 21일 안동시의 문화유산 제8호로 지정되었다.